# Scure

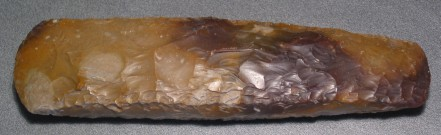
Scure in pietra

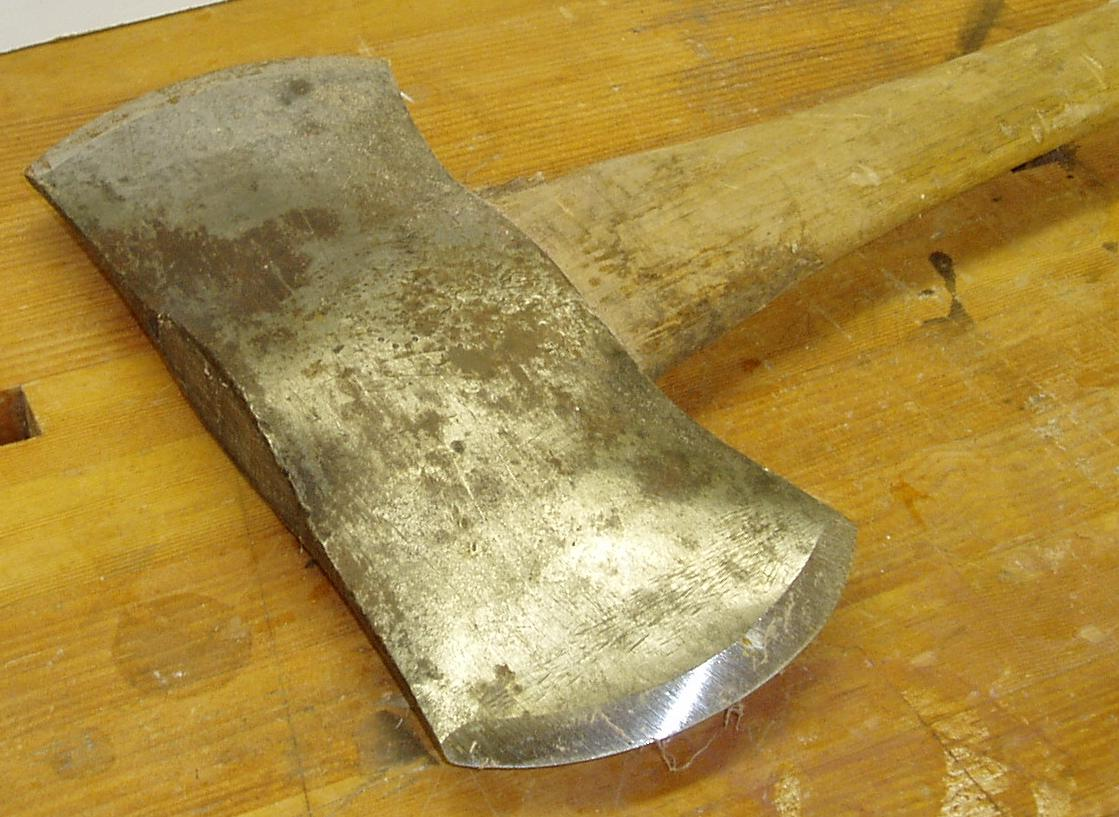
Scure a doppio taglio (Labrys, o ascia bipenne)

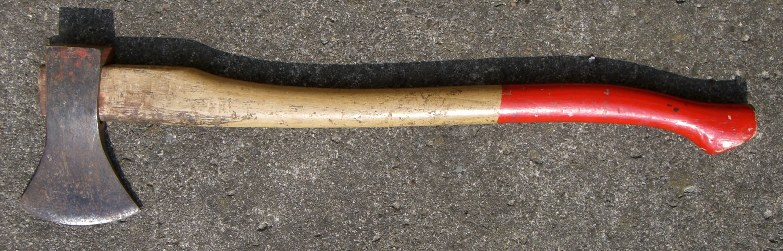
Scure con manico canadese

La scure (ant. scura; letter. secure [lat. secūris, corradicale di secare «tagliare»]) è un attrezzo utilizzato nella falegnameria e nella carpenteria, che presenta una lama parallela al manico.
Nel linguaggio comune il termine ascia viene usato come sinonimo di scure, ma in realtà l'ascia ha il taglio perpendicolare alla lunghezza del manico. La scure si distingue dall'accetta in quanto la scure viene generalmente usata a due mani, mentre l'accetta è più piccola e può essere usata con una mano sola.
Generalmente le scuri usate in guerra vengono chiamate asce, nonostante abbiano il filo parallelo all'impugnatura, ad esempio nel caso dell'ascia da battaglia, l'ascia d'armi o l'ascia danese.

## Storia
Si tratta di uno strumento antichissimo e presente ovunque, utilizzato da millenni per tagliare, spezzare e modellare il legno; è anche un'arma e un simbolo araldico.
Le prime scuri avevano la testa di selce legata ad un manico di legno; poi con il progredire della tecnologia furono costruite successivamente in rame, bronzo, ferro e acciaio.

## Caratteristiche
La scure è costituita da:

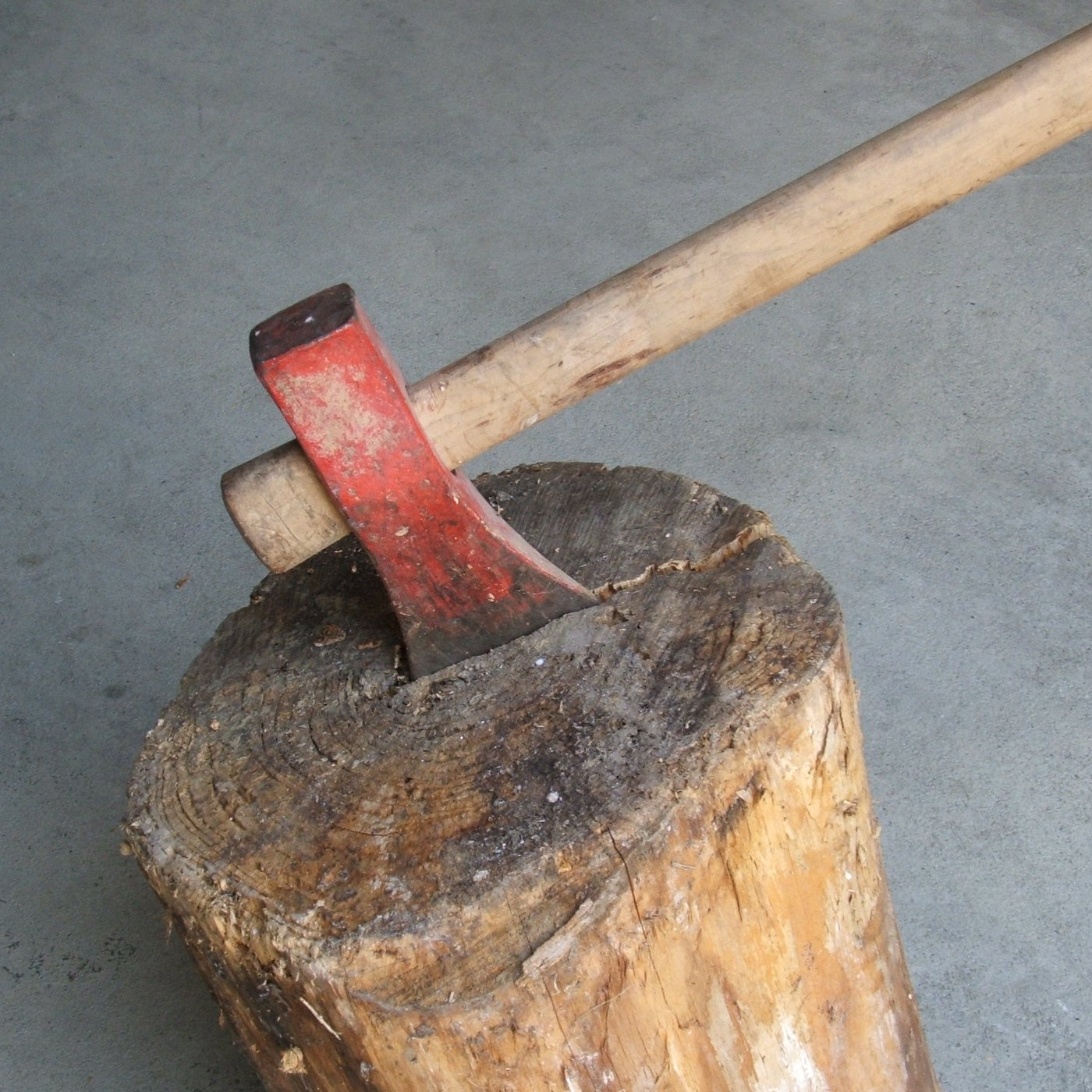
Scure che spacca un tronco

- La lama, che può avere varie forme, con un peso totale di circa 1.400-1.500 g, ed è parallela alla lunghezza del manico. L'attrezzo simile ma con la lama disposta perpendicolarmente al manico è detto ascia.
- Il manico, che può essere di legno, plastica o vetroresina, lineare oppure sagomato (in questo caso è noto come canadese), con una dimensione tipica di circa 80 cm.
- Il cuneo, che serve a fissare il manico alla testa della lama.

## Manico
Tradizionalmente, si usa un legno duro resistente come il frassino o il faggio;  in Nord America è in uso lo hickory che ha caratteristiche tecniche migliori del frassino, ma è meno ammortizzante per le vibrazioni.  In Europa centrale si usa soprattutto il frassino.  Il frassino che cresce in zone alte e fredde è preferito, poiché le sue radici sono più vicine, quindi il legno è più forte e più denso. 
Attualmente i manici sono anche costruiti in fibra di vetro o a tre componenti (polipropilene con anima in fibra di vetro e presa antiscivolo in elastomero).

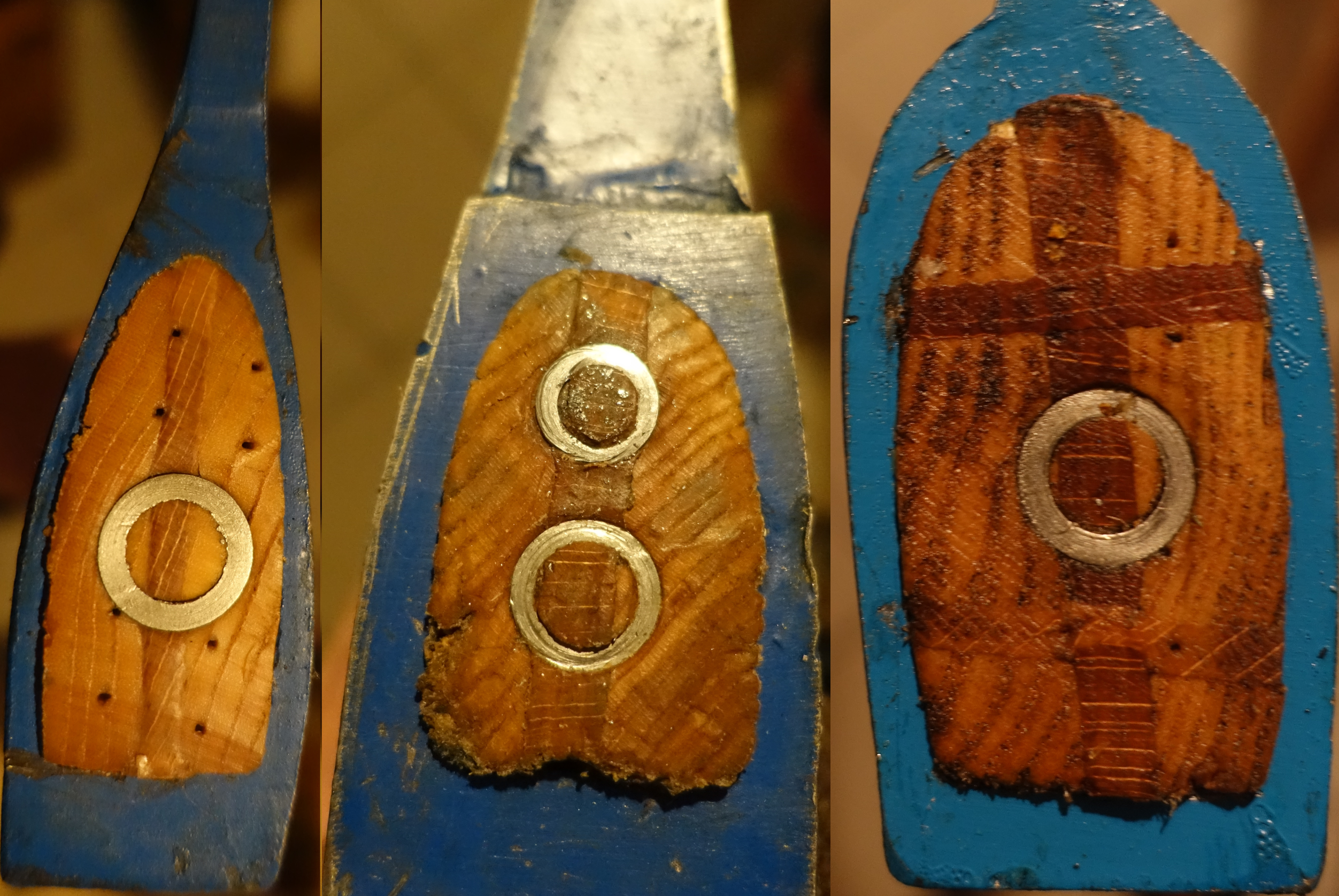
Cuneo di legno singolare con cuneo ad anello (con barbiglio),
Cuneo di legno singolare con due cunei ad anello (con barbiglio),
Due cunei di legno con cuneo ad anello (con barbiglio)

La testa può essere fissata in diversi modi al manico: per attrito, a incastro, o chimicamente.
- Fissaggio per attrito: Attualmente il modo più comune. Il manico viene infilato da sotto l'occhio e fissato dall'alto con un cuneo. Il cuneo può essere fatto di legno, metallo o plastica. La forma più comune prevede un cuneo di legno inserito longitudinalmente nella scanalatura del manico. Poiché questo allarga il legno solo longitudinalmente, possono essere aggiunti cunei di legno laterali. Un anello di metallo distribuisce l'effetto di allargamento tutto intorno, e attraverso un gancio a spada impedisce al cuneo di sfilarsi.
- Fissaggio ad incastro: L'occhio della testa dell'ascia ha una sagomatura a tronco di cono. Il manico viene fatto scivolare attraverso l'occhio dall'alto, l'estremità del manico è più grande dell'occhio per evitare che il manico scivoli. Questo è il fissaggio più facile da realizzare e il metodo più durevole. Con l'uso, nel tempo, il fissaggio diventa più stretto. Uno svantaggio sono le limitate forme di impugnatura ottenibili e le limitazioni ergonomiche, poiché l'impugnatura può essere fatta solo con lo stesso spessore dell'occhio.
- Chimicamente: con l'uso di resina epossidica.

## Uso
Per maneggiare la scure si usano entrambe le mani; l'attrezzo con la stessa forma, ma più piccolo e che si maneggia con una sola mano, è l'accetta.
Viene utilizzata dai boscaioli per abbattere gli alberi anche di grandi dimensioni; oggi è generalmente sostituita dalla motosega. Il suo uso più frequente è per spaccare manualmente i ciocchi di legno in pezzi più piccoli. Una scure dalla larghissima lama, chiamata squadratora, veniva usata per squadrare i tronchi in modo da realizzare travi per solai; il suo utilizzo è attestato all'isola d'Elba sino alla metà del XX secolo.
Una scure particolare, nota come mannaia, era utilizzata per la decapitazione dei condannati a morte fino all'invenzione della ghigliottina.

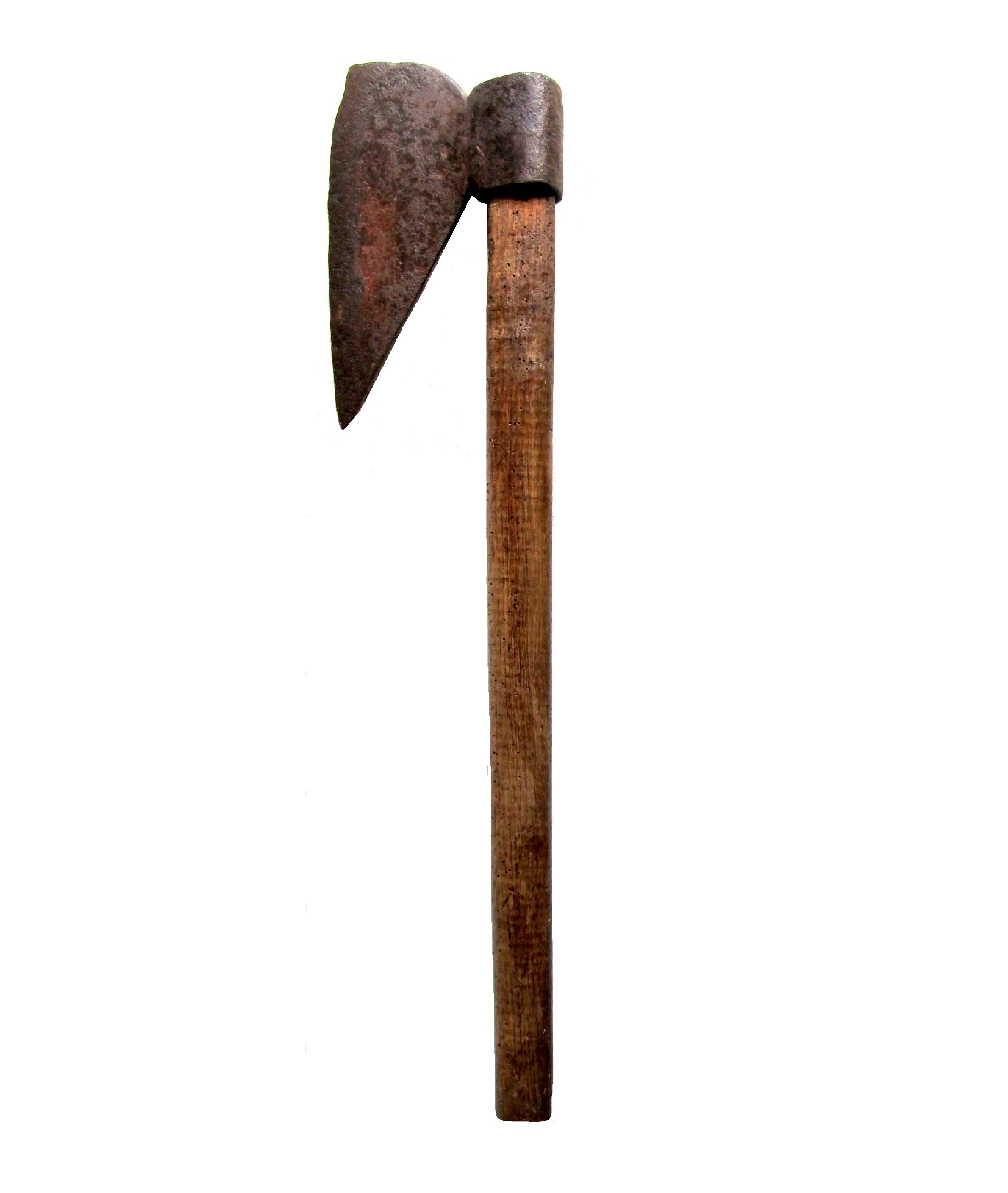
Squadratora (Isola d'Elba)